# SV Rödinghausen
El SV Rödinghausen es un club deportivo de la ciudad de Rödinghausen, en ostwestfälischen, Nordrhein-Westfalen, distrito Herford. El club fue fundado en 1970 y ofrece el deporte de fútbol, para los niños y las mujeres la gimnasia , aeróbicos , karate y bádminton. Los colores del club son el verde, blanco y negro.
El club fue conocido por su pasión por el fútbol. El primer equipo gana fama después del ascenso en la temporada 2014/15 en la cuarta división del fútbol Regional Oeste. El principal escenario del club es el estadio de los hackers-Wiehe con una capacidad de 3140 asientos.
El equipo disputará la DFB POKAL en esta temporada 2018-2019 siendo su primera desde la creación del equipo.

## Historia

### Los primeros años (1970-2011)
El equipo del SV Rödinghausen jugó durante décadas sólo a nivel del condado y jugó en la década de 2000 en la liga del condado A entre la mediocridad y el descenso. En la década de 2000 comenzó a aparecer los fabricantes de cocina: Las cocinas hackers, y ene special una persona, el socio principal Horst Meier Finke, financieramente más involucrados en el club. Finke Meier explicó, para establecer un centro de excelencia en la región y para la zona de lujo de la Amateur Oberliga Westfalen. El club contrató a numerosos jugadores que han jugado anteriormente en los clubes de la clase superior. Muchos de ellos consiguieron un trabajo con hackers cocinas.
En la temporada 2009-10 el Rödinghausen fue el primer campeón del fútbol Herford y creció en la liga de distrito. El SVR ganó 85 de 90 puntos posibles. Sólo el TuS Hunnebrock pudo derrotar al SV Rödinhausen en la temporada. Después de un 5: 3 al SV Bünder allá del Rödinghausener ganado la Copa del Distrito. La siguiente temporada de la Liga 2010/11, el equipo del entrenador Karl-Friedrich Wessel ganó de nuevo el campeonato, jugando por primera vez en sí mismo sigue siendo objeto de construcción el hackers-Wiehe Stadium. Al final de la temporada el entrenador Wessel fue del club.

### La era Ermisch (desde 2011)
Para la temporada 2011/12 Mario Ermisch asumió el cargo de entrenador, el éxito anteriormente en otra liga regional con el SC Verl funcionó. Al mismo tiempo, el club se trasladó al estadio ya finalizado. También en la liga nacional , el SVR se aseguró el campeonato con sólo una derrota y 14 puntos de ventaja sobre el SC Rot-Weiß Maaslingen. Al igual que en los dos años anteriores, el equipo anotó más de 100 goles. El punto culminante de la temporada fue el Derby del condado contra SC Herford ante una presencia de 2200 espectadores, el público vio una victoria 5 : 1 de Rödinghausener.
En julio de 2012, el gigante español Valencia CF jugó en Wiehe Stadium, el partido amistoso ante 2.200 espectadores con una victoria 4 : 0 de los locales. En la liga de Westfalia temporada 2012/13, el SVR volvió a jugar por el campeonato y entregó una emocionante temporada con el FC Eintracht Rheine. El SpVgg Vreden Fue en el curso de la temporada con 11 : 0 de racha sin derrotas. En el tercer al último juego del torneo se destaca un 2: 2 a FC Eintracht Rheine ante 1200 espectadores por la promoción a la Oberliga Westfalen. Para el Rödinghausen fue la cuarta subida consecutiva.
En la pretemporada para la temporada 2013-14 jugó contra Club de la Premier League el Aston Villa ante 2000 espectadores en el estadio Wiehe, el partido terminó 1 : 1. En la primera temporada de la liga del club, el club fue subcampeón. Por lo tanto, el club consiguió el quinto lugar. El ascenso fue antes de lo previsto, fue en la jornada 30.

## Instalaciones

### Estadio
El SV Rödinghausen juega sus partidos como local desde 2011 cuando abrieron el estadio hackers-Wiehe. El estadio tiene una capacidad de alrededor de 3.140 asientos, de los cuales 1.489 asientos cubiertos en la tribuna principal y alrededor de 950 plazas de pie en las gradas a lo largo de la recta opuesta.
Para el 2009, el primer equipo llevaba sus partidos en casa en la "arena Wiehe". Este campo de deportes se utiliza hoy principalmente los equipos juveniles como el lugar de la competencia.